# Transformers (cómics)
Ha habido tres editores principales en la serie de cómics de Transformers, basados en las líneas de juguetes del mismo nombre. La primera serie fue producida por Marvel Comics desde 1984 hasta 1991, para ayudar en las ventas de la línea de juguetes de Hasbro. Desarrolló 80 tomos y produjo cuatro miniseries de spin-off. Esto fue seguido por un segundo volumen titulado Transformers: Generación 2, que tuvo 12 ediciones a partir de 1993. La segunda gran serie fue producida por Dreamwave Productions en 2002 a 2004 con series limitadas, hasta que el compañía se quedó en bancarrota en 2005. La tercera serie está siendo producida por IDW Publishing comenzando con una edición # 0 en octubre de 2005 y una serie regular a partir de enero de 2006 también hay varias series limitadas siendo producidas por IDW.
Además de estos tres editores principales, también ha habido varias otras editoriales más pequeñas con diferentes grados de éxito. Por favor, véase la lista de los cómics de Transformers menores para obtener más información.En 1984, Marvel comenzó a publicar cómics de Transformers para ayudar en las ventas de la línea de juguetes de Hasbro.

## Marvel Cómics

### The Transformers(Generación 1) (1984–1991)
En un principio, los primeros cómics de Transformers serían una serie limitada de 4 números, pero debido a su éxito se convirtieron en serie continua. En estos primeros 4 números aparecía en las portadas antes del título Transformers, la frase "In a four-issue limited series", frase que no se volvería a repetir hasta el último cómic número 80. Durante los 4 primeros números se mostró el universo Transformer dentro del universo Marvel con apariciones de Nick Fury o Spider-Man. Sin embargo, una vez que dejó de ser serie limitada se le apartó del universo de los superhéroes de Marvel, gozando de un universo propio compartido por G.I. Joe. Gran variedad de guionistas y dibujantes llegaron a trabajar en estos cómics pero los más reconocidos fueron Bob Budiansky y Simon Furman como guionistas y Andrew Wildman, Geoff Senior, José Delbo y Don Perlin como dibujantes.
En 1991 Marvel decidió poner fin a los cómics debido a las bajas ventas y Simon Furman, que por aquel entonces era el guionista, se vio obligado a terminar con la serie de forma repentina, de ahí que el último número tenga un final abrupto.

### G.I. Joe and The Transformers(1987)
En esta serie de 4 números los Transformers compartirían protagonismo con G.I. Joe y su enemigo Cobra. Fue escrita por Larry Hama y dibujada por Herb Trimpe.
La historia de esta serie limitada debía estar unida con las historias de las series mensuales de ambos títulos. Sin embargo, mientras que los hechos tenían coherencia con los Transformers, no fue así con G.I. Joe.

### The Transformers: Headmasters(1987–1988)
Serie limitada de 4 números que introduciría nuevos personajes a la serie mensual. Narra la historia de un grupo de Autobots liderados por Fortress Maximus que huyen de Cybertron en busca de paz pero son perseguidos por un grupo de Decepticons liderados por Scorponok. 

### The Transformers: The Movie(1986)
Es una adaptación de la película de animación Transformers: The Movie, de 3 números. Algunos sucesos y elementos son diferentes a los vistos en la película debido a que está basado en el guion original y no en su versión final. Entre ellos, el diseño de la Matriz y la muerte de Ultra Magnus fueron ideas rechazadas para la película.

### Transformers Universe(1986)
No es un cómic exactamente. Es una serie limitada de 4 números al estilo de Marvel Universe. En ellos aparecen 130 'fichas-guía' de Autobots y Decepticons que aparecen en los cómics, en las que se describe sus personalidades, sus habilidades y sus debilidades.
La serie original contiene 130 perfiles, y abarca casi todos los personajes oficiales que aparecieron entre 1984 y 1986. Se planeó una segunda serie con actualizaciones sobre los nuevos personajes para el verano de 1988, pero desafortunadamente nunca se publicó. Eventualmente se publicaron 72 de esos perfiles de los personajes aparecidos entre 1987 y 1988, dentro de los cómics de la serie regular de The Transformers a partir del número 47, para llenar espacio.

### The Transformers: Generation 2(1993-1994)
Hasbro intentó reavivar el éxito de Transformers en 1992 con la línea de juguetes Transformers: Generation 2 (o G2) y Marvel se encargó de crear los cómics para esa línea con Furman a la cabeza. 
Megatron reaparece reconstruido y mejorado por Cobra para volver a liderar a los Decepticons y acabar con Optimus Prime y los Autobots. Sin embargo, aparece la nueva generación de Transformers que quiere destruir al resto y los Decepticons deberán unir fuerzas con los Autobots para acabar con ellos. Transformers G2 cambió el concepto de lo que fueron los cómics originales añadiéndole un toque de belicismo apocalíptico en el que hasta los Autobots eran retratados como máquinas de destrucción sin remordimientos. En cada número morían muchos personajes y, al final de la serie, la Tierra queda prácticamente devastada. 
La serie constaría de 12 números, esperando realizar más si las ventas eran altas, pero no fue así. El número final quedó abierto y Simon Furman continuó la historia con un fanfiction llamado Transformers: Alignment, publicado en la convención Transforce del 2002.
Hoy en día sigue considerándose como uno de los mejores cómics de Transformers publicados y algunas de sus ideas pretendían ser retomadas en la posterior serie animada en 3D, Beast Wars. Lo curioso de G2 era que mientras el cómic mostraba una trama nueva en la serie de TV era prácticamente las serie de Generación 1 pero con la mitad de los capítulos reeditados y no en su orden cronológico.

### Nuevos Vengadores/Transformers, EE. UU., 2007
Un cruce con los titulares originales de la licencia de Transformers, Marvel Comics, esta serie tiene lugar tanto en la continuidad en curso de Marvel (antes de la Guerra Civil) como en la continuidad G1 de IDW, ambientada entre Infiltración y Escalada. La serie de 4 números está escrita por Stuart Moore y dibujada por Tyler Kirkman. Aparecen el Capitán América, Iron Man, Wolverine y Spider-Man, así como muchos del elenco de Transformers de Escalation.
La serie se recopiló como libro de bolsillo comercial en enero de 2008.

### Nota
En España se publicaron todos los cómics de Transformers G1. Cada número en España constaba de 2 números de USA hasta el número 11 donde se sustituyó el segundo número por cómics de ROM. A partir del número 53 se empezaron a publicar bimensuales debido a las bajas ventas, volviendo a constar de 2 números más uno de ROM. También se publicó Headmasters, Transformers: The Movie, G.I.Joe and The Transformers y algunas fichas de Transformers Universe.

## IDW Publishing

### Serie de cómics de las películas
Transformers es una serie de cómics de IDW Publishing, basados en la saga de películas de Michael Bay.